# エムケー精工
エムケー精工株式会社（エムケーせいこう、MK Seiko Co., Ltd. ）は、長野県千曲市に本社を置く自動車関連（洗車機など）、情報機器（LED表示機、道路情報板）、生活機器（パン焼き機、レンジ台）などを扱う電機メーカーである。

## 沿革
- 1956年 - 丸山工業有限会社を改組し、長野県長野市に丸山工業株式会社を設立。
- 1962年 - 東京営業所および大阪営業所を開設。長野県更埴市粟佐（あわさ）（現：千曲市粟佐）に工場を建設。
- 1963年 - 粟佐工場の敷地内に本社を移転。
- 1970年 - 商品開発研究所を設立。
- 1975年 - 更埴市雨宮（あめのみや）（現：千曲市雨宮）に新工場を建設。
- 1980年 - 雨宮工場の敷地内に本社を移転。全国各地の支店及び営業所を改組し6つの販売専門の子会社を設立。
- 1984年 - 社名を「エムケー精工株式会社」に変更。
- 1985年 - 商品開発研究所を雨宮本社に新築移転。
- 1988年 - 長野県上水内郡信濃町に工場を新設。
- 1989年 - 株式を店頭公開。
- 1990年 - 信濃町工場において洗車機他自動車関連機器の生産を開始。
- 1995年 - ベトナム、ホーチミンに現地法人（MK SEIKO（VIETNAM）CO,.LTD.）を設立。
- 2003年 - 東京都葛飾区に東京本社を新設。全国6つの販売子会社を本社に統合し改組。
- 2004年 - JASDAQへ上場。
- 2006年 - 長野県長野市（現在は長野県千曲市に移転）の建設資材メーカー、株式会社ニューストの民事再生を支援し子会社化。
- 2011年 - 本社組織を改組。事業部制を導入。
- 2018年 - 新潟県新潟市の株式会社メタルスター工業、長野県坂城町のエムケーミクスト株式会社、愛知県小牧市の株式会社ジャパンシステムの株式を取得し子会社化。
- 2022年 - エムケーミクスト株式会社を吸収合併。